# Taotao (panda)
Taotao (chinois : 涛涛), né en 1972 et morte le 2 avril 2008, était un panda géant femelle qui résidait au zoo de Jinan, dans la province du Shandong, en Chine. Taotao était le plus vieux panda géant vivant de Chine au moment de sa mort à l'âge de 36 ans.
Taotao est née à l'état sauvage dans la province de Gansu. Capturée, elle est amenée au zoo de Jinan en octobre 1994. Taotao n'a jamais accouché en captivité, malgré les efforts des chercheurs et des gardiens de zoo.
Taotao était considérée comme l'une des attractions phares du zoo de Jinan et fut vue par des millions de visiteurs de 1994 à 2008. Le zoo de Jinan aurait accordé le titre d '« ambassadeur de la zoologie harmonieuse » à Taotao.
Taotao meurt d'un thrombus cérébral et d'une hémorragie cérébrale le 2 avril 2008 au zoo de Jinan. Son état de santé déclinait depuis la découverte de la maladie du thrombus cérébral en février 2008. Taotao a vécu bien au-delà de l'espérance de vie moyenne d'un panda géant, qui vit généralement jusqu'à l'âge de 25 ans. Les restes de Taotao seront restitués à la province de Gansu.
En 2008, plus de 200 pandas géants originaires de Chine vivent en captivité dans le monde.